# Isuzu Fargo
L’Isuzu Fargo è un veicolo commerciale leggero prodotto dalla Isuzu dal 1980 al 2001.
Prodotto in due distinte generazioni il veicolo è stato venduto in tutto il mondo con differenti denominazioni: Isuzu WFR, Bedford Midi e successivamente Vauxhall Midi in Europa, Holden Shuttle in Australia e come GME Midi nei mercati europei dove era assente il marchio Bedford.
Mentre la prima generazione è stata sviluppata dalla Isuzu, la seconda generazione è stata fornita dalla Nissan e si tratta di un rebadge della Nissan Caravan (E24).

## Prima generazione (1985-1995)
La prima generazione di Isuzu Fargo è stata introdotta nel mercato giapponese nel dicembre 1980 ed era equipaggiata con i motori a benzina 1.6 quattro cilindri (4ZA1), 1.8 quattro cilindri (4ZB1) e un motore diesel 1.8 quattro cilindri (4FB1). Era disponibile anche un 2.0 litri diesel (4FC1) abbinato solo alla versione Wagon per il trasporto passeggeri. La versione commerciale (furgone) ottenne questa opzione a partire dall'agosto 1981.
Progettata seguendo le impostazioni dei veicoli commerciali giapponesi contemporanei dell'epoca era caratterizzato dal motore sotto il pianale anteriore e carrozzeria di tipo monoscocca in acciaio a trazione posteriore.

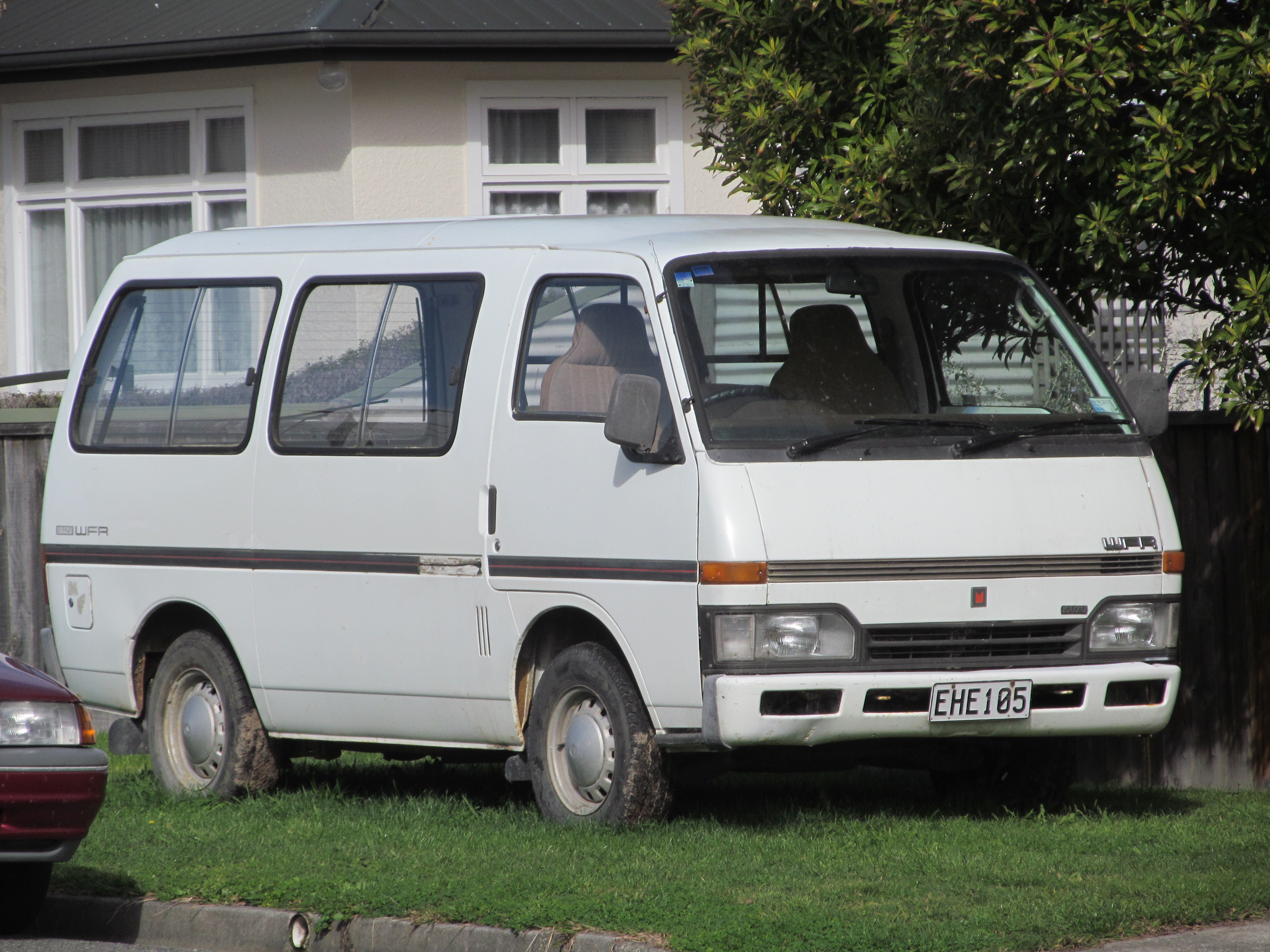
Isuzu Fargo WFR del 1989

Le motorizzazioni da 1,8 litri furono abbandonate nel marzo 1982, entrambe sostituite dai motori da 2,0 litri che erano disponibili già sulla Wagon. Nel luglio del 1982 fu introdotta la versione di punta LS Wagon a nove posti dotata di un tetto apribile e finiture in legno. Nello stesso anno è stata riprogettata la tramisionne con la leva del cambio che venne spostata sul pavimento.
Nel novembre 1983, i motori diesel divennero disponibili anche con la trazione a quattro ruote motrici di tipo part-time.
Nel gennaio 1984, i motori turbo diesel furono introdotti sul modello Wagon LS, mentre solo dal novembre venne introdotto su tale allestimento anche la versione a trazione integrale.
Nel gennaio 1986, la Fargo ha ricevuto un restyling, con modifiche ai fanali (ora più larghi e con una forma trapezoidale), nuova calandra anteriore e internamente venne ridisegnata la plancia e il cruscotto.
Un anno dopo, nel gennaio 1987, la trasmissione automatica divenne disponibile sulle varianti a trazione posteriore. Nel settembre 1987 la produzione delle Wagon diesel aspirate furono interrotte, lasciando in gamma solo turbodiesel.
Nell'ottobre 1988 fu aggiunta una carrozzeria in stile pick-up (autocarro) con cabina singola.
Nel gennaio 1991, è stato introdotto il motore diesel 4FG1 da 2,4 litri, che sostituisce le precedenti unità da 1,8 e 2,0 litri. Sono state apportate anche modifiche al design, sia all'interno che all'esterno.
Nell'agosto 1993, il turbodiesel 4FG1-T da 2,4 litri divenne standard su tutta la gamma. Le cinture di sicurezza posteriori a tre punti sono state montate sui modelli dotati di sedili posteriori e il climatizzatore è ora privo di clorofluorocarburi (CFC).

### Bedford e Vauxhall Midi
La Bedford Vehicles (sussidiaria commerciale della Vauxhall Motors di proprietà della General Motors) ha prodotto nello stabilimento di Luton una versione del Fargo ribattezza "Bedford Midi" tra il 1985 e il 1994.

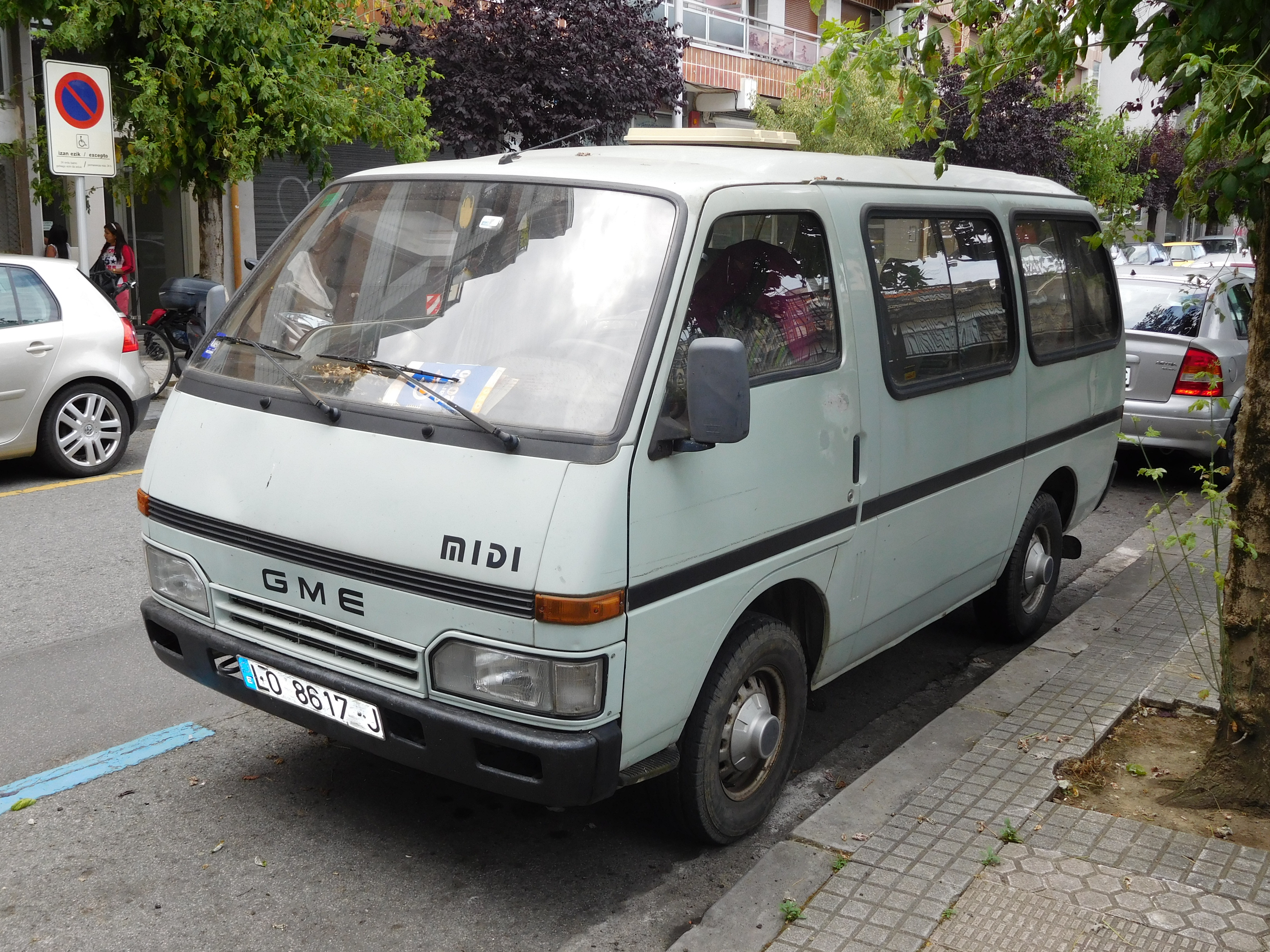
GME Midi, versione europea

Le versioni vendute nell'Europa continentale e in Irlanda sono state vendute con vari nomi, tra cui "Bedford Seta", "General Motors Midi", "GME Midi" e "Isuzu Midi".
Tra il 1983 e il 1988, Industries Mécaniques Maghrébines (IMM) ha assemblato su licenza l'Isuzu Midi nel suo stabilimento di produzione di al-Qayrawan, in Tunisia.
Il Midi europeo presentava poche modifiche rispetto al giapponese Fargo e sostituì nei listini Bedford il vecchio furgone Bedford CF senza però replicarne il successo. 
Si trattò di un veicolo temporaneo in quanto la divisione europea della General Motors tramite la controllata Opel era in trattative con la Renault per lo sviluppo di un nuovo commerciale destinato esclusivamente al mercato europeo e la Bedford aveva bisogno rapidamente di un nuovo veicolo da produrre a Luton, di conseguenza venne stretto l’accordo con Isuzu per la produzione del Fargo.
Le modifiche rispetto alla versione giapponese furono concentrate nella sezione della scocca frontale in quanto doveva essere irrigidita per sopportare i crash test di omologazione europei. I motori offerti erano sia benzina (1,8 e 2,0 litri) che diesel (2,0, 2,2 o 2,4 litri turbo) tutti di origine Isuzu. Il Midi inoltre disponeva di un abitacolo con tre posti anteriori e cambio montato sulla colonna della plancia oppure con cambio sul pavimento e due sedili singoli anteriori. Due erano i passi e le lunghezze disponibili. Fu prodotta anche una versione minibus, denominata "Albany".
Il Midi è stato ridisegnato nel 1989 e dotato di un nuovo pannello del cruscotto insieme a nuovi rivestimenti della plancia e delle portiere. Nel 1991 in seguito alla soppressione del marchio Bedford il veicolo venne venduto come Vauxhall Midi e rimase in produzione fino alla primavera del 1995 quando uscì di scena sostituito solo nel 1997 dalla Vauxhall Arena, una versione rimarchiata della Renault Trafic.

## Seconda generazione (1995-2001)

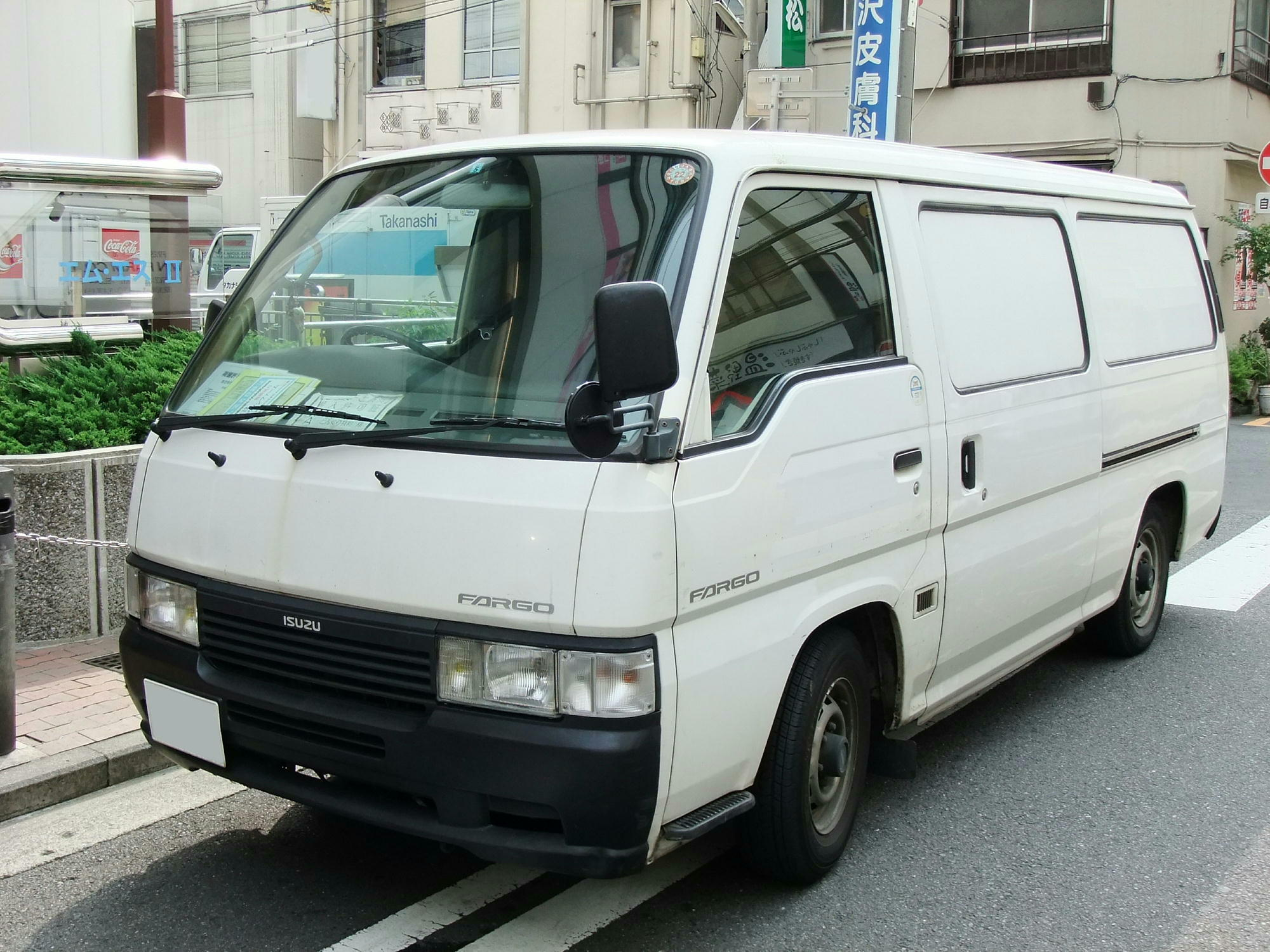
Isuzu Fargo seconda generazione

Nel 1994 Isuzu strinse un accordo di forniture di veicoli OEM con la Nissan. Siccome le vendite del Fargo e delle versioni europee fabbricate dalla Bedford-Vauxhall furono deludenti la casa giapponese abbandonò la produzione in proprio dei piccoli commerciali e grazie all’accordo con Nissan venne commercializzato il Nissan Caravan E24 come Isuzu Fargo seconda serie solo sul mercato giapponese.
La seconda serie viene introdotta nell'agosto 1995 ed era disponibile solo come furgone e minibus. La versione pick-up venne sostituita dalla nuova generazione di Isuzu N prodotto anche in una versione da minor portata.
La gamma motori a benzina era composta dai propulsori Nissan MA20S e KA20DE entrambi 2,0 litri quattro cilindri eroganti 67 KW o 88 KW e dai motori diesel Nissan 2.7 quattro cilindri TD27 turbo da 63 KW e 96 KW.
Il 2.7 TD27 con 63 KW è stato sostituito nel 1997 dal 3.2 litri QD32 da 74 KW e iniezione diretta.
Nel giugno 1999 il motore KA24DE 2.4 benzina da 74 KW a iniezione diretta ha sostituito il vecchio KA20DE.
Nel maggio 2001 debutta l'Isuzu Como che ha sostituito l'Isuzu Fargo.